# Bandera de Figaró-Montmany
La bandera oficial de Figaró-Montmany té la següent descripció:
Senyera apaïsada de proporcions dos d'alt per tres de llarg, verda amb el peix groc de l'escut al centre.
El peix representa de l'arcàngel Rafael.

## Història
La resolució va ser publicada en el DOGC el 19 de juny de 1996.